# Antichloris puriscal
Antichloris puriscal là một loài bướm đêm thuộc phân họ Arctiinae, họ Erebidae.